# Bakterion
Bakterion è un film del 1982 diretto da Tonino Ricci, utilizzando lo pseudonimo di Anthony Richmond. È una storia di ambientazione fantascientifica.

## Trama
Per via di un esperimento su di un virus, uno scienziato si è trasformato in un essere sanguinoso che miete vittime fra le persone che incontra. Per evitare un possibile contagio si è inizialmente messo in quarantena l'intera città e si sta pensando di ucciderne completamente la popolazione. Per scongiurare lo sterminio un investigatore scova e affronta il mostro che intanto si era nascosto.